# István Ertl
István Ertl (1965) és un escriptor i traductor esperantista de nacionalitat hongaresa i francesa.

## Biografia
István Ertl és professor de secundària, així com traductor i intèrpret. Actualment viu a Luxemburg. Ha treballat a la Xarxa Europea Contra el Racisme a Brussel·les. El 2003 es va convertir en el primer traductor hongarès del Tribunal de Comptes Europeu.
Va aprendre la llengua auxiliar internacional esperanto el 1977 i la va ensenyar a Caltagirone (Sicília) el 1986 i el 1987. També ha ensenyat sobre literatura en esperanto a la universitat ELTE (Budapest, 1990-91) i a la Universitat Adam Mickiewicz a Poznan (Polònia) des de 1999. Ha estat editor de diferents revistes, com Internacia Pedagogia Revuo (1987-1991), Opus Nigrum (1987-1990), Kontakto (1990-1991) i Esperanto de UEA de 1992 fins a 2001. El 2003 va ser cofundador de Libera Folio. També ha redactat Literatura Foiro, és un dels redactors actuals de Beletra Almanako i ha estat col·laborador de La Gazeto, La Ondo de Esperanto i Monato.
Ertl és un membre actiu del moviment esperantista. Així, és membre del Consell de UEA (2013-), associació de la qual va ser komitatano (2004-2010) i membre de la Elekta Komisiono (2005-2008). També és membre de la junta de govern de la Internacia Komitato por Etnaj Liberecoj (2005-), de l'Akademio Literatura de Esperanto (2007-), de la arbitracia komisiono de la Tutmonda Esperantista Ĵurnalista Asocio (2008-) i secretari de la Fondaĵo Grabowski (2008-). Ha fet interpretació simultània a l'esperanto en esdeveniments sobre política lingüística.
La seva obra en esperanto abasta l'assaig, la novel·la detectivesca, el relat, la sàtira i la poesia. És, però, més prolífic com a traductor, en què destaca per la diversitat de llengües de les que tradueix (hongarès, esperanto, francès, anglès, italià, alemany, holandès, castellà, català, txec, polonès, búlgar, llatí i altres) i a les que tradueix (hongarès, esperanto, francès, holandès).

## Obres

### Originals en esperanto
- Lajos Tárkony kaj la Budapeŝta Skolo (estudi literari, 1990)
- Tiu toskana septembro (amb Corrado Tavanti, novel·la policíaca, 1990)
- Esperanto kaj la estonteca plurlingvismo. Debat amb Umberto Eco (amb François Lo Jacomo, 1994)
- Dos poemes i cinc relats a Ek al Leg'! (1991), Tempo fuĝas (1995), Sferoj 10 (2000), Mondoj (2001) i Vizaĝoj (2010).
- Diversos assajos a Struktura kaj socilingvistika esploro de Esperanto (1997), Abunda fonto. Memorlibro omaĝe al Prof. István Szerdahelyi (2009), La arto labori kune. Festlibro por Humphrey Tonkin (2009) i Dek gazetoj (2010)
- Records i memòries a Hermann: Fragmente / Fragmentoj (2000), Lee Chong-Yeong, gvidanto nia (2009) i Abunda fonto (2009)
- La Postdomo (sàtira en forma de novel·la, 2003)
- Provizore (conjunt de poemes, 2004).

### Traduccions a l'esperanto
- Stilekzercoj de Raymond Queneau (1986, 2006)
- Pri feliĉa vivado (tractat filosòfic de Sèneca (1991, 2015)
- Kaj ni solas (poemari, 1991) de Heinz Kahlau
- Mi ĉiam tia rememoru vin (antologia de poesia amorosa búlgara, 1992)
- Esplorvojaĝo (1994, 2000) de Jules Verne
- Unuminutaj noveloj (1995) de István Örkény
- Klaŭstralio (utopia, 1997, 2005) de István Bejczy
- Un dels relats de Omaĝe al Aldecoa (1999) de Ignacio Aldecoa
- Sensorteco (2003) de Imre Kertész
- Ĉu nur-angla Eŭropo? Defio al lingva politiko (2004) de Robert Phillipson
- Unu nekredebla Facebook-vivo en sesdek unu simplaj meditoj (2011) de Arjen van Veelen

A més de les precedents, ha contribuït a les traduccions de La unufoja lando (poemari, 2005) de Tomas Venclova, La sekreta miraklo (antologia, 2008) de Jorge Luis Borges, Podlaĥia antologio (2009), La aventuroj de Ŝerloko Holmso (2013) de Arthur Conan Doyle i Mi inventas la mondon  (2015) de Wisława Szymborska

### Traduccions des de l'esperanto a l'hongarès
- La infana raso (William Auld) (A gyermeki faj, 1987)
- Varmas en Romo (Corrado Tavanti) (Hőség Rómában, 1988)
- Kumeŭaŭa, la filo de la ĝangalo (Tibor Sekelj) (Kumevava, az őserdő fia, 1988)
- La finna vojo (Urho Kekkonen) (A finn út, 1989)
- Kazinski venas tro malfrue (Deck Dorval) (A gyilkos későn érkezik, 1990)
- Maskerado ĉirkaŭ la morto (Teodoro Schwartz) (Álarcban, 2002)

### Altres traduccions
- Al francès des de l'hongarès, de Mihály Kornis
- A l'hongarès des del francès, de Jean Echenoz, Pierre de Ronsard, Roger Martin du Gard, Georges Simenon (La maison du juge, La Guinguette a deux sous, L'assassin, La tête d'un homme; Maigret, Lognon et les gangsters, Chez les Flamands, Maigret et M. Charles, Le charretier de la Providence i Le pendu de St-Pholien i de Jules Verne (Les naufragés du Jonathan, L'agence Thompson et Co i L'oncle Robinson)
- A l'hongarès des de diversos idiomes: obres de (entre d'altres) William Auld, Jorge Luis Borges, Dino Buzzati, Alfonso Rodríguez Castelao, Horaci i Rainer Maria Rilke

### Tasques editorials
- Com a editor, cal destacar (entre d'altres) la seva tasca d'edició de la versió anglesa de The Infant Race, el clàssic poema de William Auld La infana raso, traduït per Girvan McKay.